# Jimmy Castor
James Walter „Jimmy“ Castor (23. června 1940 Manhattan, New York, USA – 16. ledna 2012 Henderson, Nevada) byl americký saxofonista a zpěvák. Svou kariéru zahájil v padesátých letech jako doo-wopový zpěvák. Byl členem skupiny The Teenagers. Od roku 1972 hrál se skupinou Jimmy Castor Bunch.